# Кароль Мікулі
Ка́роль Міку́лі (22 жовтня 1821, Чернівці — 21 травня 1897, Львів) — композитор, концертуючий піаніст, диригент, педагог, музичний фольклорист та музично-громадський діяч. За національністю —  вірменин із роду Аксанянів.

## Життєпис
Народився 22 жовтня 1821 року в Чернівцях, у родині комерсанта.
З 1844 року присвятив себе музиці і навчався фортепіанної гри у Фридеріка Шопена; гармонії та контрапункту у Франсуа Анрі Ребера у Парижі. Він успадкував методичні засади свого геніального вчителя і намагався їх трансформувати на власній практиці. Найбільш цінні редакторські примітки Мікулі до повного видання творів Шопена, здійсненого лейпцізьким виданням Ф. Кістнера, що не втратили своєї актуальності для шопенознавства і сьогодні.

## Львівський період
У 1848 році Мікулі осів у Львові. Він був запрошений міською владою та керівництвом Галицького музичного товариства після тривалих переговорів з багатьма іншими видатними польськими музикантами. Мікулі того ж року взяв на себе функції директора Галицького Музичного Товариства і професора Консерваторії ГМТ, де викладав фортепіано, гармонію, контрапункт, аналіз музичних форм. Вирізнився також як диригент симфонічних та камерних концертів, організатор музичних вечорів, учасник камерних ансамблів та концертмейстер. Неодноразово продовжував виступати у Львові з концертами як соліст-піаніст.
Великий успіх мала і його приватна школа музики і співу, яку він заснував 1887 році після відставки з усіх постів у Галицькому музичному товаристві. Учнями Мікулі були такі видатні піаністи, композитори і знані педаґоґи та організатори музичного життя, як Маурицій Розенталь, Денис Січинський, Зофія Козловська, Людвіґ Марек, Мєчислав Солтис, Станіслав Нєвядомскі, Ярослав Зелінський, Францішек Нойгаузер, Юліан Закржевський та багато ін.
Ось як відзивається, зокрема, про манеру одного з найзнаменитіших учнів Мікулі, Мауриція Розенталя, варшавський критик Пйотр Ритель: "…З прізвищем Мауриція Розенталя сполучається поняття найвищої технічної досконалості, здатної подолати не тільки усі перешкоди, але також і техніки абсолютної, яка не знає і не розуміє взагалі поняття «труднощів», «складного». Для Розенталя байдуже, чи пальці його мають грати найпростіший пасаж, чи найскладніші звукові комбінації… Не існує у нього проблем швидких чи повільних темпів, оскільки піаніст невимушено долає всілякі технічні труднощі у будь-якому темпі. Ця легкість вражає і видається абсолютно феноменальною… Розенталь не тільки володіє абсолютною технікою … Це піаніст, який закоханий у свій інструмент, не б'є його, не знущається над ним, як це чинять мучителі фортепіано. За це фортепіано відповідає йому завжди чудовим звучанням і навіть при найбільшому фортіссімо радісно співає…"
Аналогічні відгуки залишились і про манеру інших видатних піаністів — учнів Мікулі. Мікулі — на основі своєї довголітньої практики викладача теоретичних дисциплін у консерваторії ГМТ — написав також дві теоретичні праці німецькою мовою, що залишились у рукописі: «Канон» (нім. Der Kanon) і «Контрапункт» (нім. Das Kontrapunkt).

## Галицько-музичне товариство під керівництвом Кароля Мікулі
У 1860-му році Товариство відновило свою стару назву Галицьке Музичне Товариство і під керівництвом Кароля Мікулі перетворився в солідний, добре знаний музичний центр Галичини, який упродовж близько тридцяти років утримував першість серед аматорських музичних товариств Львова. Товариство організовувало щорічно десять музичних вечорів, присвячених в основному камерній музиці і виступам солістів, а також від чотирьох до семи концертів з участю солістів, хору і оркестру. Презентуючи добрий аматорський симфонічний оркестр, складений переважно з професорів і учнів Консерваторії, аматорів, членів театрального оркестру, а також добрі любительські хори — чоловічий, жіночий і мішаний — Мікулі зміг виконати багато складних ораторіальних і симфонічних творів, які задовольнили б амбіції будь-якого столичного професійного колективу.
Особливої ваги набуває під керівництвом Мікулі діяльність консерваторії ГМТ, котра, хоч і здобула таку назву, все ж не відповідала європейським стандартам консерваторської освіти того часу і довший час не мала офіційного статусу. Дослідники вказують, в чому ж Мікулі оновив і удосконалив засади діяльності основного музичного освітнього закладу Галичини другої половини дев'ятнадцятого сторіччя:
- … заснована у 1854 році консерваторія ГМТ у 1884 році отримала цей статус офіційно. За часів його дирекції усталилася тенденція … постійного зростання кількості учнів…
- … вдалось започаткувати нову спеціальність у консерваторії ГМТ — гру на фортепіано…
- Навчальні програми консерваторії були поширені і загалом охоплювали такі спеціальності, як: фортепіано, орґан, скрипка, альт, віолончель, контрабас, флейта, кларнет, валторна, сольний спів, хоровий спів, композиція, конрапункт, музичні форми, теорія музики, гармонія, вчительський курс…
- Курс навчання різних дисциплін … був поділений на ступені: елементарний, середній і вищий — в… фортепіано, нижчий і вищий — в усіх інших випадках поза гармонією, яка посідала підготовчий і вищий відділи
- Були введені річні і середрічні так звані «пописи» учнів консерваторії
- Особовий склад педаґоґів консерваторії постійно поповнювався добрими силами фахівців[5]

Галицьке музичне товариство довгий час залишалося основним осередком виховання музичного смаку та полегшенням ґрунтовної науки в мистецтві.

## Стиль
Стиль формувався виключно в романтичному руслі, та насамперед під впливом Шопена, і вірність традиціям улюбленого вчителя дещо обмежила його художній світогляд і спричинила певну вторинність власних творчих пошуків, хоча музика Мікулі і не позбавлена ефектності, композиторської вправності, своєрідної принадності, особливо в тих опусах, що спираються на фольклорну мелодику. Ті прийоми, які у творчості Шопена становлять найглибший вираз його індивідуальності та неповторності — пластична мелодична фраза широкого дихання, синтез італійської вокальної манери з національно-характерними зворотами польського фольклору, специфічні формули супроводу тощо — в композиціях Мікулі сприймаються як певного роду відкристалізований стереотип виразу, не позбавлений салонності, хоча він постійно прагне до типово романтичного подолання жанрових стереотипів, тяжіє до поемності, наскрізності розгортання. Гармонія та фактура його опусів хоч в основному і залишаються на рівні художнього мислення першої половини XIX ст., проте нерідко вражають досить сміливими колористичними ефектами, експресивними зворотами, які свідчать про майстерність володіння виразовою палітрою. Варто зважити і на історичний контекст виникнення його творів — адже шістдесяті-вісімдесяті роки минулого сторіччя (пік творчої активності композитора у Львові) інспірують активні пошуки нових систем виразності в музиці, поступове подолання романтичних традицій, розширення можливостей гармонії, поліфонії тощо. Це нове дихання часу помітне іноді у творах Мікулі, передусім у солоспівах та хорах або в значніших за масштабами фортепіанних композиціях, але досить часто вони демонструють швидше рівень мислення, найбільш прийнятний для широких аматорських кіл. Імовірно, більшість із творів (принаймні фортепіанних) були написані в розрахунку на його учнів, збагачували педагогічний репертуар, відтак враховували потреби і смаки аудиторії, для якої призначалися.
Вплив Шопена, хоч і безперечно важливий для Мікулі, органічно поєднується з іншими впливами, зумовленими насамперед смаками і потребами публіки.

## Творчість
Творчий спадок Мікулі кількісно відносно скромний. Переважають фортепіанні, скрипкові і вокальні твори. Досить часто композитор продовжує лінію «шопенівської мініатюри», зокрема мазурки, прелюдії, вальси, полонези, ноктюрни та інше. Значну частину його творчості займають також релігійні опуси, хорові твори «на випадок», обробки народних пісень (румунських, польських, французьких та інших народів) для різних виконавських складів — для солістів у супроводі фортепіано або камерного ансамблю, для хору, для фортепіано. Крім того, він звертався і до театральних жанрів, був автором музики до драми знаного львівського письменника Юзефа Коженьовського «Монах, або Меса на посвяту катедри в Чернівцях».

### Фортепіанна творчість
Велику увагу приділяє Мікулі і жанрові етюду, як і його учитель, надаючи йому художньої повноцінності і виразності. Досить часто можна спостерегти паралелі до шопенівських образів, саме трактування жанру інспіроване Шопеном, але часом автор демонструє винахідливість і прагнення до особливого, а навіть екстравагантного ефекту — схильність до певної незвичності, зовнішньої, показної оригінальності притаманна композиторові протягом всього творчого шляху.
Натомість у збірці шести вальсів ор. 18, присвячених Ользі Яніній, Мікулі не стільки наслідує традиції Шопена, скільки відтворює традицію ранньоромантичних віденських Walzenkette — ланцюга контрастних танцювальних епізодів у ритмі лендлера. Тут можна знайти виразні аналогії до польських народних танців. Це свідчить, що Мікулі, як і його вчитель, доволі умовно трактував саме поняття жанру, допускав суб'єктивне його переосмислення, навіть прагнув до того, щоб урізноманітнити, подолати жанровий стереотип.
Немало в Мікулі і мазурок. Саму жанрову основу польського народного танцю він трактує так само вільно, як і у вальсах, — характерна мазуркова формула є для нього лише основою, канвою, яку він оплітає блискучою віртуозною фактурою, вишуканими гармоніями, зіставляє з контрастними (в тому числі і за жанровими ознаками, ритмічною пульсацією тощо) епізодами. Взагалі ж у мініатюрах досить часто відзначаємо скромніші виразові засоби — дидактичний характер творів зумовлює самообмеження композитора у виборі ефекти.

### Вокально-хорова творчість
Окрім фортепіанної творчості, важливою сферою для Мікулі завжди залишалась вокально-хорова. Велика кількість вокально — хорових опусів була написана саме у Львові. Більша частина пісень композитора написана на німецькі тексти (що видається досить дивним, враховуючи його польські симпатії та орієнтацію на національний фольклор, так виразно помітні у фортепіанних творах, як також і враховуючи його боротьбу за перехід викладання в консерваторії ГМТ на польську мову). Композитор звертається до найрізноманітніших поетичних джерел — від класичної поезії Й. Ґете до загальновизнаних авторів, зокрема, Г. Гейне, типового романтика Гофмана фон Фаллерслебена інших або й малознаних авторів.
У всіх піснях вражає сміливе і розкуте письмо композитора, значно більш модерне, гармонічно і фактурно насичене, оригінальне, ніж у фортепіанних опусах. За орієнтир править романтична вокальна манера Р. Шумана і Й. Брамса, помітна насамперед у пошуках нетрадиційної, безрепризної (здебільшого наскрізно-монологічної або наближеної до театральної сцени) форми пісень.
В піснях Мікулі видається його художнє мислення, що не підпорядковане «соціальному замовленню» чи дидактичним засадам, як фортепіанні композиції. Саме ці твори в першу чергу свідчать про значні потенційні можливості обдарування композитора, який, більше присвятив себе громадсько-просвітницькій, виконавській та педагогічній діяльності, ніж композиторській творчості.
Похований у Львові на Личаківському цвинтарі, поле № 77. На стіні львівського вірменського собору встановлено епітафію зі скульптурним портретом митця (скульптор Ципріан Годебський).

## Меценатська діяльність
Перша бібліотека Буковини (тепер — Наукова бібліотека Чернівецького національного університету імені Юрія Федьковича) була створена на кошти меценатів, серед них був і Карл фон Мікулі, який передав у фонд будівництва бібліотеки усю виручку (1030 флоринів) від своїх зимових концертів 1850—1851 років.
Меценатом композитор проявив себе ще й тоді, коли заснував Фонд стипендій для бідних гімназистів. Кароль відразу пожертвував Фонду тисяч флоринів, а потім ще й перераховував кошти зі своїх концертів.
1889 за значні заслуги за розвиток музичної культури Кароля Мікулі нагородили Кавалерським хрестом Ордена Франца Йосифа. Вручаючи почесну нагороду, імператор назвав Кароля «найбільшим з тодішніх музикантів».

## Пам'ять
В австрійський період Чернівців центральний парк міста носив ім'я Мікулі, його іменем була назва вулиця міста. Нині ім'я Кароля Мікулі носить одна з центральних вулиць міста (до 2015 року — вулиця Карла Лібкнехта).

## Галерея

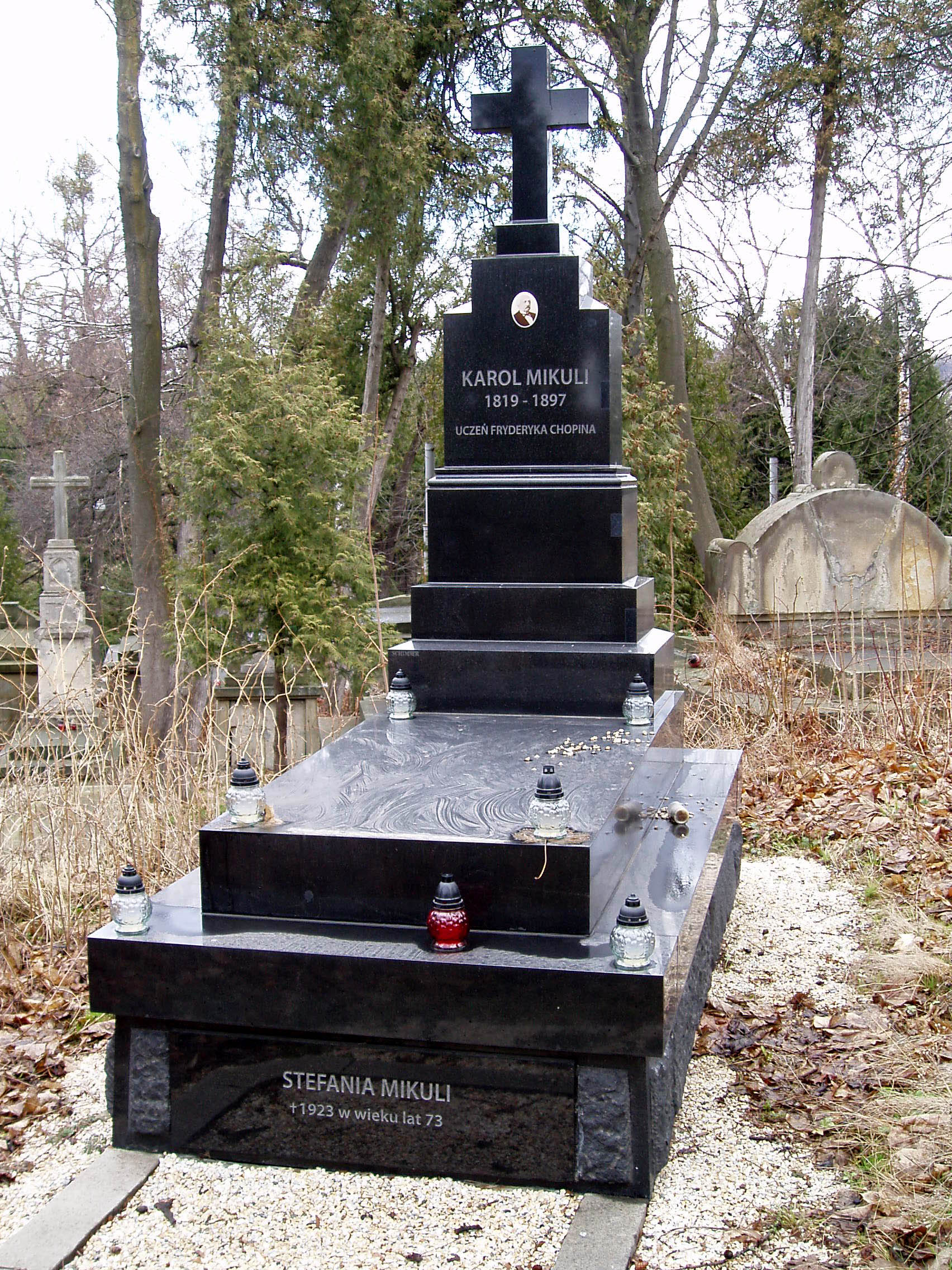
Надгробок Кароля Мікулі та його дружини Стефанії на Личаківському цвинтарі.
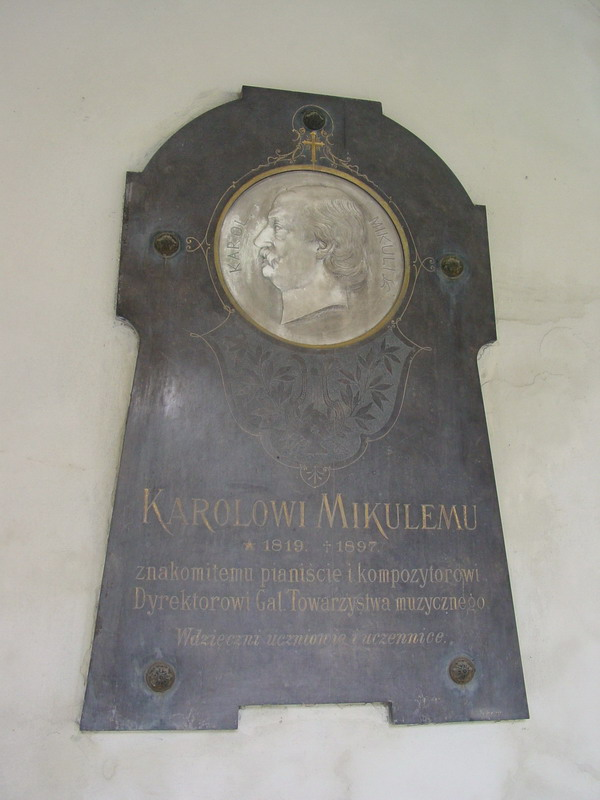
Пам'ятна таблиця Каролю Мікулі на стіні вірменського собору у Львові. Створена Ципріаном Годебським (1835-1909).